# Slag bij Grumentum
De Slag bij Grumentum, in de huidige zuidelijke provincie Potenza, werd gestreden in 207 v.Chr. tussen Romeinen, geleid door de bekwame generaal Gaius Claudius Nero en Hannibals Carthaagse leger. Na 11 jaar in Italië in betrekkelijk isolement geopereerd te hebben, was Hannibals leger niet meer wat het geweest was; er waren betrekkelijk weinig veteranen over en nieuwe lichtingen uit de regio waren nog niet optimaal getraind. Bij een poging de stad Grumentum te belegeren werd Hannibal onderschept door Gaius Claudius Nero. Aanvankelijk verliep het gevecht slecht voor het Carthaagse leger, maar Hannibal wist zijn troepen toch weer op orde te krijgen en stand te houden. Toen echter op bevel van Nero vanuit lage heuvels Romeinse reserves de Carthaagse linkerflank aanvielen, sloeg Hannibals troepen de schrik om het hart; zij vluchtten terug naar hun kampement. Het gevecht moest als onbeslist worden beschouwd. Nero trok naar Noord-Italië, waar hij Hannibals broer Hasdrubal Barkas zou verslaan en doden tijdens de Slag bij de Metaurus, waarmee Hannibals laatste kans op versterking was verkeken.